# Hatsalatladi
Hatsalatladi é uma vila localizada no distrito Kweneng em Botswana. Possuía, em 2011, uma população estimada de 726 habitantes.